# Индикатриса рассеяния
Индикатриса рассеяния или фазовая функция в теории рассеяния света — угловое распределение интенсивности рассеянной компоненты оптического или электромагнитного излучения, которое определяется размерами рассеивателя, его геометрической формой и относительным показателем преломления.

## Физический смысл
В тех случаях, когда некий объект (например, частица аэрозоля в воздухе) или элемент объёма среды освещён потоком электромагнитного излучения, то под действием падающей волны он становится вторичным излучателем наведённой энергии, переотражая её по разным направлениям. Как правило, энергетика рассеянного поля распределяется по разным углам неравномерно.
Таким образом, индикатриса рассеяния определяет своим видом рассеивающие свойства объекта или элементарного объёма среды. В теории рассеяния фотонов физический смысл индикатрисы рассеяния тождественен функции плотности вероятности, которая описывает вероятность отражения фотона от рассеивающего объекта под определённым углом. При описании рассеяния с помощью матричных операторов, индикатриса соответствует первому элементу М11 матрицы Мюллера.
По сложившейся традиции индикатриса рассеяния {\displaystyle \ p} нормируется по всему диапазону телесных углов к единице:
{\displaystyle \ \int \limits _{4\pi }pd\Omega =1}
С некоторой степенью условности она может быть охарактеризована своим параметром асимметрии {\displaystyle \ g} или, так называемым, средним косинусом:
{\displaystyle \ g=\left\langle \cos \theta \right\rangle =\int \limits _{4\pi }p\cos \theta d\Omega }